# Hadersdorf-Kammern
Hadersdorf-Kammern är en kommun  i Österrike. Den ligger i distriktet Krems i förbundslandet Niederösterreich. Huvudorten Hadersdorf am Kamp ligger 55 kilometer nordväst om huvudstaden Wien.
Kommunen består av två orter (Ortschaften) (inom parentes invånarantal 1 januari 2024):
- Hadersdorf am Kamp (1 635)
- Kammern (360)